# الخضارب (صبر الموادم)

تعديل مصدري - تعديل

الخضارب  هي إحدى قرى مديرية صبر الموادم بمحافظة تعز اليمنية، بلغ تعداد سكانها 391 نسمة حسب أحصائيات عام  2004.